# Székhy Juhos János
Székhy Juhos János (Szék, 1934. november 7. – Csíkszereda, 2018. április 3.) erdélyi magyar költő.
Hosszabb-rövidebb kitérők után Kolozsváron, Szamosújváron, Marosújváron és Nagyenyeden dolgozott. 1972-ben költözött véglegesen Csíkszeredába.
Életében három verseskötete jelent meg: Ezer álomhajó (1995), Visszatérni üres kezekkel (1997) és Holdszonettek (2001) címmel. Születésének 90. évfordulójára 2024-ben jelent meg Rügy fakadt címmel posztumusz verseskötete, amely nyomtatásban eddig meg nem jelent verseit tartalmazza. A kötetet Iochom Zsolt költő szerkesztette, 2024. november 2-án mutatták be Csíkszeredában. 

## Verseskötetei
- Ezer álomhajó; Alutus Könyvkiadó, Csíkszereda, 1995
- Visszatérni üres kezekkel; Státus Könyvkiadó, Csíkszereda, 1997
- Holdszonettek; Alutus Könyvkiadó, Csíkszereda, 2001
- Rügy fakadt; Alutus Nyomda, Csíkszereda, 2024